# Tanaka Mitsu
Tanaka Mitsu (田中美津 Điền Trung Mỹ Tân, sinh năm 1945) là một nhà văn và nữ quyền Nhật Bản, nổi tiếng với tư cách là một nhà hoạt động cấp tiến vào đầu những năm 1970.

## Hoạt động nữ quyền
Vào đầu những năm 1970, Tanaka là một nhà hoạt động hàng đầu cho nữ quyền ở quê hương Nhật Bản, nơi phong trào giải phóng phụ nữ được gọi là uuman ribu. Bà đã giúp thành lập một nhóm các nhà hoạt động được gọi là Garuppu Tatakau Onnatachi (Nhóm Phụ nữ Chiến đấu), những người đã tổ chức nhiều cuộc biểu tình công khai thu hút được nhiều sự chú ý của giới truyền thông ở Nhật Bản. Bài phân tích sâu sắc và kỹ lưỡng nhất về Tanaka và vai trò của cô trong phong trào giải phóng, được trình bày tỉ mỉ trong cuốn sách Scream from the Shadows, của Setsu Shigematsu cho rằng Nhóm Phụ nữ Chiến đấu giống (nhưng ở một số mặt có điểm khác biệt với) các nhóm nữ quyền cấp tiến ở Mỹ. Họ đưa ra một phê bình toàn diện về hệ thống chính trị, kinh tế, xã hội và văn hóa của nước Nhật hiện đại do bản chất gia trưởng và tư bản nơi đây. Yếu tố cốt lõi trong sự phê phán của họ đối với xã hội thống trị của nam giới ở Nhật Bản tập trung vào nhu cầu giải phóng giới tính (sei no kaihō), trong đó nhấn mạnh đến nhu cầu giải phóng phụ nữ (onna no kaihō) khỏi hệ thống gia đình lấy nam giới làm trung tâm của Nhật Bản. Nhóm tham gia vào nhiều chiến dịch nữ quyền và các hành động trực tiếp. 
Một trong những chiến dịch lớn nhất của nhóm là bảo vệ quyền tiếp cận của phụ nữ với các thủ tục phá thai ở Nhật Bản. Quan điểm của Tanaka về việc phá thai đã được công khai và gây tranh cãi: 
Bà ấy tin rằng phá thai là giết người và những phụ nữ đã từng phá thai, do đó, là những kẻ giết người. Bắt đầu từ việc thừa nhận 'điều xấu xa' trong việc làm của phụ nữ, Tanaka Mitsu sau đó đã làm sáng tỏ và lên án cấu trúc xã hội buộc phụ nữ trở thành kẻ giết người. Morioka gọi dòng suy nghĩ này là "truy tìm từ cái ác." 

 Các nhà nữ quyền Nhật khác đã phản đối ủng hộ việc hợp pháp hóa thuốc tránh thai trong cùng thời đại. Tuy nhiên, thuốc tránh thai vẫn chưa được hợp pháp hóa ở Nhật Bản cho đến năm 1999 và phụ nữ vẫn thường dựa vào phá thai như một biện pháp thay thế ở Nhật Bản ngày nay.
Tanaka dẫn đầu một cuộc mít tinh giải phóng phụ nữ (ribu taikai) vào năm 1971, và một cuộc mít tinh khác vào năm 1972. Các cuộc kháng nghị này đã thu hút hàng trăm phụ nữ ủng hộ. Bà từng làm việc cùng với nhiều nhà hoạt động nữ quyền (như Tomoko Yonezu, Sachi Sayama, Setsuko Mori) để thành lập trung tâm phụ nữ và nơi trú ẩn cho phụ nữ đầu tiên ở Nhật Bản tên gọi Ribu Sentā ở khu Shinjuku, Tokyo, vào năm 1972 (đóng cửa vào năm 1977). Tuy nhiên, bất chấp những nỗ lực của Tanaka và sự phản đối của bà được công khai trên các phương tiện truyền thông Nhật Bản, giới truyền thông do nam giới thống trị đã không coi trọng bà. Như trường hợp của Hoa Kỳ, một số phương tiện truyền thông đã giúp phổ biến thông điệp của phong trào, nhưng phần lớn giới truyền thông do nam giới thống trị thường chế giễu các phong trào này là hành động vi phạm pháp luật. Một số người có thể cho rằng phong trào nữ quyền của Nhật Bản thiếu những nhà lãnh đạo nổi tiếng mà phong trào nữ quyền ở Mỹ góp mặt qua giới truyền thông (như Betty Friedan, Gloria Steinem, Susan Sontag, v.v.), nhưng sự khác biệt đáng kể nhất của phong trào giải phóng phụ nữ ở Nhật Bản, so với chủ nghĩa nữ quyền tự do (ở Mỹ và Nhật Bản), đó là mục tiêu của họ không tìm kiếm bình đẳng với nam giới. Họ coi những người đàn ông cũng bị áp bức bởi hệ thống, và cho rằng họ cũng cần được giải phóng. Hoạt động nữ quyền ở Nhật Bản vẫn đứng ngoài lề xã hội ngày nay, nhưng bị gạt ra ngoài lề mạnh mẽ hơn trong những năm hoạt động của Tanaka.

## Sáng tác
Ấn phẩm nổi tiếng đầu tiên của Tanaka là một tập sách nhỏ được phát tại một cuộc mít tinh năm 1970, có tựa đề Giải phóng khỏi Eros (Erosu Kaihō Sengen). Trong quyển sách nhỏ này, Tanaka kêu gọi thoát khỏi truyền thống nữ quyền Nhật Bản là đòi quyền bình đẳng về kinh tế từ bên trong các hệ thống xã hội thông thường: 
Vì vậy, đối với sự giải phóng của chúng ta với tư cách là phụ nữ, nó phải là sự giải phóng eros, có nghĩa là một cuộc cải cách của dòng ý thức phủ nhận giới tính của chúng ta...và chúng ta hướng phong trào của mình theo hướng loại bỏ nó (hệ thống gia đình). [...] Khi chúng ta tiếp tục tự vấn bản thân, trong màn sương của cuộc đấu tranh, chúng ta không ai khác chính là onna. Bằng cách đặt câu hỏi về đàn ông và quyền lực, chúng ta sẽ giải mã những tưởng tượng của chính mình về tình yêu, vợ chồng, đàn ông, trinh tiết, con cái, mái ấm và tình mẫu tử. Khi chúng tôi thiết kế sự hình thành chủ quan của riêng mình, chúng tôi muốn hỗ trợ (tái) định hình tính chủ quan của nam giới.

Nhóm Phụ nữ Chiến đấu của Tanaka đã xuất bản một bản tin ngoài việc tổ chức các cuộc kháng nghị. Tanaka còn là một nhà văn xuất sắc vào đầu thập niên 1970, đã cho ra đời nhiều cuốn sách nhỏ và tiểu luận cho phong trào giải phóng phụ nữ. Vào năm 1970, bà đã viết một cuốn sách nhỏ đề cập đến nhu cầu của phụ nữ là phải thay đổi cách họ nhìn nhận vai trò của họ trong các mối quan hệ tình dục và sự sinh sản. Nó được gọi là Tại sao 'Giải phóng Tình dục' - Đặt ra Vấn đề Giải phóng Phụ nữ. Tanaka sau đó đã xuất bản một tuyên ngôn nữ quyền tên là Benjo Kara no Kaiho (Giải phóng khỏi Nhà vệ sinh)  vào năm 1970 được cho là tuyên ngôn nổi tiếng nhất của phong trào. Điều này đã buộc tội những người đàn ông cánh tả trong các phong trào công bằng xã hội coi phụ nữ chỉ là kho chứa dịch cơ thể của nam giới. Tanaka đã xuất bản cuốn tự truyện bán chạy nhất của mình nhan đề Inochi no Onna-tachie: Torimidashi uman ribu ron (Dành cho các chị em tâm linh của tôi: Một lý thuyết rối loạn về sự giải phóng phụ nữ) vào năm 1972, kể về những trải nghiệm cá nhân của bà với sự bóc lột của chủ nghĩa trọng nam khinh nữ, bao gồm cả cưỡng hiếp và phân biệt đối xử trong việc làm. Cuốn sách này cũng bao gồm lời phê bình của bà đối với phái Cánh tả Mới ở Nhật Bản vì chính trị nam tính của nó và bà phản ánh về bạo lực trong cuộc thanh trừng nội bộ của Hồng quân Thống nhất.

## Từ bỏ hoạt động dư luận
Tanaka rời bỏ hoạt động công khai sau năm 1975. Hiện nay bà đang hành nghề châm cứu, coi "hoạt động giải phóng" của mình giờ đây mang bản chất cá nhân, thay vì công khai. Bà từng tuyên bố rằng bà thích "đứng về phía" mọi người hơn là lãnh đạo. Bà cũng bày tỏ quan điểm rằng chủ nghĩa nữ quyền trước đây thu hút người theo dõi vì nó cho phép họ thể hiện bản thân, nhưng vì những người ủng hộ nữ quyền ở thế hệ của bà không được nam giới coi trọng, họ chuyển sang đối xử với nam giới trên phương diện nam giới, áp dụng cách tiếp cận nam tính "mang tính hàn lâm" và sử dụng "biệt ngữ", khiến nhiều phụ nữ rời xa phong trào.

## Báo cáo khoa học
- Feminism, Disability, and Brain Death: Alternative Voices from Japanese Bioethics PDF